# William Kipsang
William Kipsang Rop (26 juni 1977) is een voormalig Keniaanse langeafstandsloper, die gespecialiseerd was in de marathon.

## Loopbaan
Zijn beste prestatie leverde Kipsang op 13 april 2008 met het winnen van de marathon van Rotterdam. Hij verbeterde hiermee het parcoursrecord en zijn PR naar 2:05.49. Op 15 april 2007 werd hij derde in deze wedstrijd onder zware omstandigheden wegens het warme weer.
Dit was niet zijn eerste succes in Nederland. Zo won Kipsang eerder de marathon van Amsterdam in 2003, de halve marathon van Egmond in 2004 en de Dam tot Damloop in 2005.
In 2006 behaalde William Kipsang een zevende plaats in de New York City Marathon.
Vanaf 2014 heeft Kipsang geen (internationale) wedstrijden meer gelopen.

## Persoonlijke records
| Onderdeel      | Prestatie | Datum         | Plaats    |
| -------------- | --------- | ------------- | --------- |
| 10.000 m       | 28.31,5   | 6 juni 2008   | Nairobi   |
| 10 km          | 28.11     | 17 maart 2007 | Den Haag  |
| 15 km          | 42.34     | 17 maart 2007 | Den Haag  |
| 20 km          | 57.07     | 17 maart 2007 | Den Haag  |
| halve marathon | 1:00.25   | 17 maart 2007 | Den Haag  |
| 25 km          | 1:14.22   | 13 maart 2005 | Seoel     |
| 30 km          | 1:29.31   | 13 maart 2005 | Seoel     |
| marathon       | 2:05.49   | 13 april 2008 | Rotterdam |

## Prestaties

### 10 km
- 2001:  Byland Run in Tolkamer - 28.54

### 15 km
- 2001: 5e Energizer/KAAA Weekend Meeting in Eldoret - 45.45,9
- 2002:  Montferland Run - 44.33
- 2002: 11e Haagse Beemden Loop - 47.12

### 10 Eng. mijl
- 2004:  Dam tot Damloop - 46.00
- 2005:  Dam tot Damloop - 46.04
- 2009: 16e Dam tot Damloop - 49.36

### 20 km
- 2012:  Maroilles - 59.43

### halve marathon
- 2001:  halve marathon van Salzburg - 1:04.04
- 2001:  halve marathon van Deurne - 1:02.54
- 2002:  halve marathon van Boedapest - 1:02.59
- 2002:  halve marathon van Deurne - 1:02.53
- 2002:  halve marathon van Dronten - 1:04.44,1
- 2004:  halve marathon van Egmond - 1:04.51
- 2005: 5e halve marathon van Egmond - 1:04.12
- 2006: 5e halve marathon van Egmond - 1:03.43
- 2007: 4e City-Pier-City Loop - 1:00.24,1
- 2008:  halve marathon van Velp - 1:02.58
- 2008: 6e City-Pier-City loop - 1:01.31

### marathon
- 2001: 15e marathon van Amsterdam - 2:25.22
- 2003: 12e marathon van Parijs - 2:12.34
- 2003:  marathon van Amsterdam - 2:06.39
- 2004:  marathon van Seoel - 2:07.43
- 2004:  marathon van Amsterdam - 2:08.41
- 2005:  marathon van Seoel - 2:08.53
- 2005: 7e Chicago Marathon - 2:09.49
- 2006: 8e marathon van Seoel - 2:13.30
- 2006: 7e New York City Marathon - 2:11.54
- 2007:  marathon van Rotterdam - 2:11.03
- 2007: 10e New York City Marathon - 2:15.32
- 2008:  marathon van Rotterdam - 2:05.49
- 2008: 8e Chicago Marathon - 2:16.41
- 2010: 33e marathon van Seoel - 2:24.11
- 2011: 6e marathon van San Diego - 2:15.06
- 2012: 9e marathon van San Diego - 2:16.43
- 2012:  marathon van Beiroet - 2:14.53
- 2013: 6e marathon van Milaan - 2:16.24
- 2013:  marathon van Beiroet - 2:13.34
- 2014: 18e marathon van Hamburg - 2:19.02